# Комстадиус, Николай Николаевич
Никола́й Никола́евич Комста́диус (7 августа 1866, Царское село — 11 октября 1917, Крым) — русский генерал-майор, командир лейб-гвардии Кирасирского Его Величества полка.

## Биография
Православный. Из старинного дворянского рода Комстадиусов.
Родился в 1866 году в Царском селе в семье полковника Николая Августовича Комстадиуса и Софьи Николаевны Синельниковой.
Окончил Александровский лицей (1886) и 2-е военное Константиновское училище (1887), откуда был выпущен корнетом в лейб-гвардии Гусарский Его Величества полк.
Чины: поручик (1891), штабс-ротмистр (за отличие, 1892), ротмистр (1896), полковник (1900), генерал-майор (за отличие, 1906), генерал-майор Свиты (23 ноября 1907).
Окончил Александровскую военно-юридическую академию по 1-му разряду.
Командовал эскадроном Гусарского полка, 44-м драгунским Нижегородским полком (1904—1905) и лейб-гвардии Кирасирским Его величества полком (1905—1908).
В 1908—1911 годах находился в распоряжении Главнокомандующего войсками Гвардии и Петербургского военного округа. Командовал 2-й бригадой 2-й гвардейской кавалерийской дивизии (1911—1912). В дальнейшем числился по гвардейской кавалерии, был начальником охраны Николая II.
В 1915 году был назначен вице-председателем Царскосельской общины сестер милосердия Российского общества Красного Креста.
Умер в Кореизе в Крыму (по другим данным — в своем имении Фалеевка)

## Семья

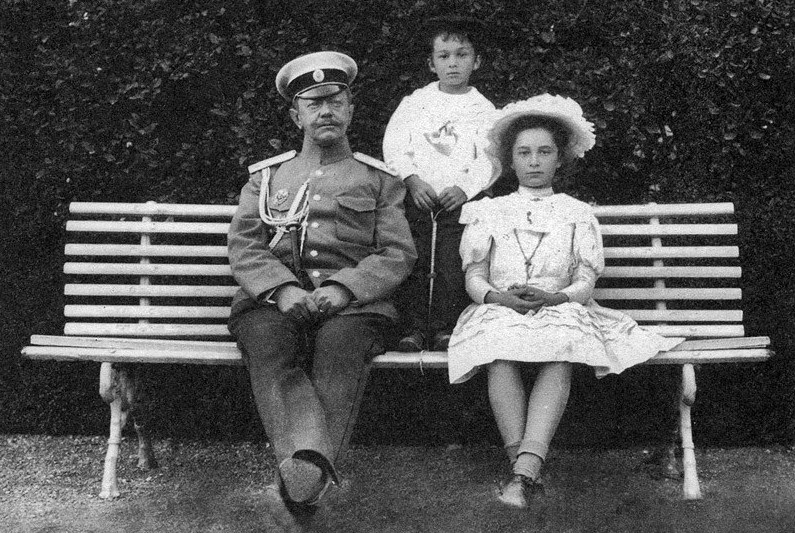
Н. Н. Комстадиус с детьми

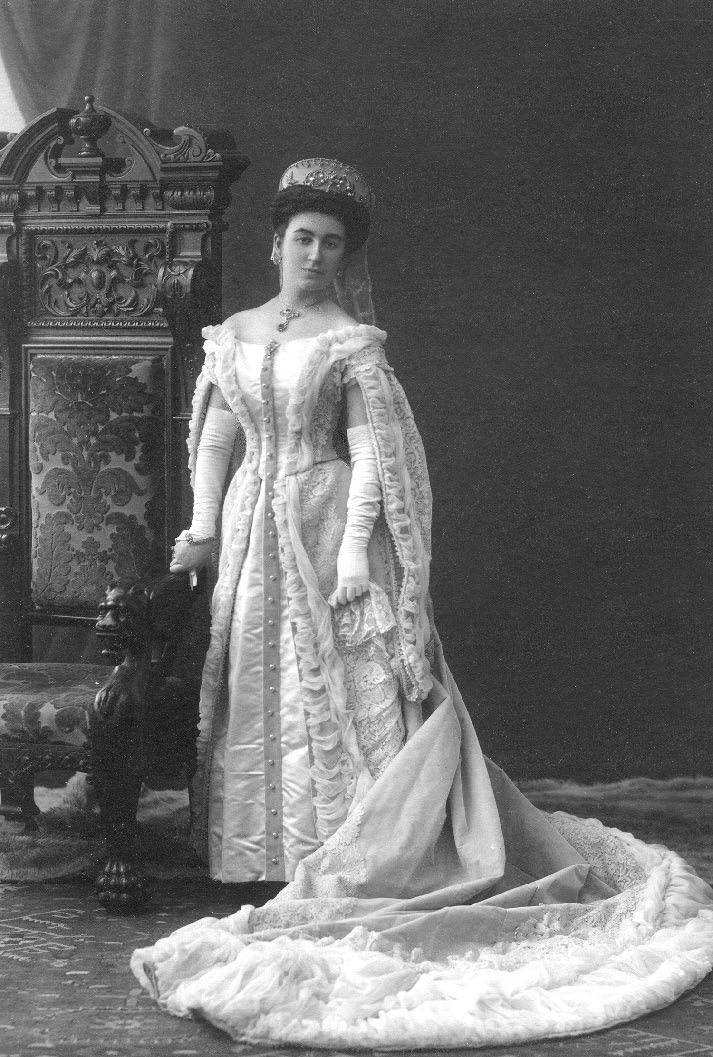
В. В. Комстадиус (Малама), 1890—1900

- Бабушка — Авдотья Васильевна была внучкой основателя и первого губернатора Екатеринослава Ивана Максимовича Синельникова.
- Отец — Николай Августович Комстадиус (1837—1872), полковник, в браке с 1862 года.
- Мать — Софья Николаевна (в девичестве Синельникова, род. 1843; во втором браке замужем за А. Я. фон Таль, ставшего отчимом Н. Н. Комстадиусу)
- Жена — Вера Владимировна (в девичестве Малама, сестра В. В. Малама; 15 марта 1876 — 22 апреля 1948, Франция)[1]; в браке с 1897 года.
  - Дочь — Софья (1898—1919)
  - Дочь — Вера (1899—1919)
  - Дочь — Мария (1900—1968) до революции проживала в собственном доме в Царском селе (ул. Колпинская)
  - Сын — Николай (1901—1989)
  - Сын — Владимир (1906—?)

В 1920 году Вера Владимировна с детьми покинула Россию. Несколько лет они жили в Греции, где Вера Владимировна состояла в свите принцессы Елены Владимировны. В 1923 году семья переехала во Францию.

## Собственность
Родовое имение Комстадиусов находилось в селе Садовое-Фалеевка Херсонской губернии. 

За переправой на Ингульце взор путешественника приятно поражает деревня помещика Комстадиуса, в особенности — богатым и превосходно содержанным садом, который начинается за каменной плотиной.— А. Афанасьев-Чужбинский, Поездка по Низовьям Днепра (в 1858–1860), Поездка в Южную Россию. Часть I. Очерки Днепра. — СПб., 1863 год.

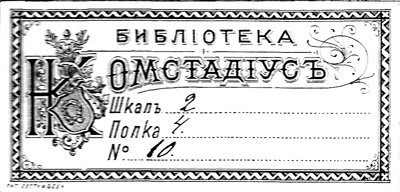
Экслибрис библиотеки Комстадиуса

Также Комстадиусам принадлежало имение Жукля в Черниговской губернии. В 1909 году Николай Николаевич приобрёл участок земли в Мисхоре для постройки дачи «Мурад-Авур». Строительство большого дома, также называемого дворцом, по проекту Николая Петровича Краснова было закончено в 1911 году.
Был обладателем обширной библиотеки (около 5 тысяч томов), содержащей книги по оккультизму, египтологии, астрономии, истории и естественным наукам.

## Награды
- Орден Святой Анны 3-й ст. (ВП 1.01.1901)
- Орден Святого Станислава 2-й ст. (ВП 6.12.1903)
- Орден Святой Анны 2-й ст. (ВП 2.06.1906)
- Орден Святого Владимира 3-й ст. (ВП 10 04.1911)
- Орден Святого Станислава 1-й ст. (1913)